# Quinnův případ
Quinnův případ (v anglickém originále The Mighty Quinn) je americký kriminální film z roku 1989. Režisérem filmu je Carl Schenkel. Hlavní role ve filmu ztvárnili Denzel Washington, Robert Townsend, James Fox, Mimi Rogers a M. Emmet Walsh.

## Obsazení
| Denzel Washington | Xavier Quinn |
| Robert Townsend   | Maubee       |
| James Fox         | Thomas Elgin |
| Mimi Rogers       | Hadley Elgin |
| M. Emmet Walsh    | Fred Miller  |
| Sheryl Lee Ralph  | Lola Quinn   |
| Esther Rolle      | Ubu Pearl    |
| Art Evans         | Jump Jones   |